# Lliga espanyola de futbol indoor
El Campionat Nacional de Lliga de Futbol Indoor és una competició jugada per diversos clubs de la Lliga espanyola de futbol. Els jugadors dels equips són veterans, exprofessionals de la lliga espanyola de futbol 11. A part del trofeu de guanyador, la classificació en aquesta competició dona dret a participar en la Copa d'Espanya.
El torneig està organitzat per les diferents associacions de veterans dels equips participants, sent destinats els ingressos dels partits a ajudar els futbolistes retirats. Alfredo Di Stéfano presideix de forma honorífica el campionat.

## Equips
La Lliga de Futbol Indoor va començar a jugar-se en la temporada 2007-08, prenent part en aquesta els 9 clubs que han guanyat en almenys en una ocasió la Lliga de futbol, és a dir: FC Barcelona, Reial Madrid, Atlètic de Madrid, Athletic Club, València CF, Reial Societat, Deportivo de la Coruña, Sevilla FC i Reial Betis.

## Palmarès
- 2008: Deportivo de la Coruña
- 2009: Futbol Club Barcelona[1]
- 2010: Deportivo de la Coruña
- 2011: Real Sporting de Gijón
- 2012: Reial Madrid
- 2013: Celta de Vigo
- 2014: FC Porto